# Esther Wojcicki
Esther Wojcicki   (Nova York, 1941) és una periodista i professora estatunidenca, actual presidenta del consell d'administració de Creative Commons. Wojcicki ha estat una pionera en l'exploració de la interrelació entre educació i tecnologia

## Educació i carrera
Esther Wojcicki es va graduar per la UC Berkeley amb un Bachelor of Arts en anglès i ciències polítiques. Va rebre una credencial d'ensenyament secundari per la mateixa universitat, així com un títol de postgrau de l'Escola Superior de Periodisme de Berkeley. Té un títol avançat en francès i història francesa de la Sorbona, i una credencial administrativa de l'escola secundària i un màster en tecnologia educativa per la Universitat Estatal de San José.
Esther Wojcicki ha ensenyat a l'Escola Secundària de Palo Alto des de 1987, on actualment ensenya periodisme i anglès. Allí va començar el programa de periodisme que ha crescut fins a convertir-se en un dels més importants del país. Ha treballat com a periodista professional per a múltiples publicacions i blogs regularment per The Huffington Post.
Wojcicki va ser la professora de periodisme de l'any del nord de Califòrnia el 1990 i va ser seleccionada com la professora de l'any de Califòrnia el 2002 per l'Acreditació de la Comissió de Mestres de Califòrnia. Va treballar en l'Oficina del Comitè del Currículum del President a la Universitat de Califòrnia, on ella va ajudar a revisar el currículum de periodisme principiant i avançat per a l'estat de Califòrnia. El 2009 va guanyar el premi Clau d'Or de la Columbia Scholastic Press Association en reconeixement de la gran dedicació per la causa de la premsa de la universitat.

## Vida personal
Esther Wojcicki és la major de tres fills, i va ser la primera de la seva família a assistir a la universitat. Els seus pares eren immigrants russos que van arribar a la ciutat de Nova York en la dècada de 1930. La seva família es va mudar al sud de Califòrnia després que ella nasqués.
El seu marit és el professor de física a la Universitat Stanford, Stanley Wojcicki. Tenen tres filles, Susan, Janet i Anne Wojcicki, i set nets.